# 옥포읍
옥포읍(玉浦邑)은 대구광역시 달성군의 읍이다.
옥포지구 개발 후 인구가 늘어나 2018년에 읍으로 승격됐으며, 김흥리와 반송리에 테크노폴리스로의 진출입로가 있어서 달서구 대곡동 및 유가읍 쌍계리로 갈 수 있다.
또한 2017년에는 기세리의 옥연지 일대에 송해공원과 송해기념관이 조성되어, 대구광역시의 새로운 관광 명소로 추가되었다.

## 역사
고려시대까지 화원현에 영속되었다가, 조선시대에 화원현이 대구군으로 통합되면서 조선말기까지 대구도호부의 관할에 있었다.
- 1895년 음력 윤5월 1일 대구부 대구군 옥포면, 법화면, 성평곡면[1]
- 1896년 8월 4일 경상북도 대구군 옥포면, 법화면, 성평곡면[2]
- 1910년 10월 1일 경상북도 대구부 옥포면, 법화면, 성평곡면[3]
- 1914년 4월 1일 경상북도 달성군 옥포면[4]

| 조선총독부령 제111호                                                    |                                           |
| 구 행정구역                                                             | 신 행정구역                               |
| 대구부 옥포면 간경동·본리동/대방동                                      | 달성군 옥포면 간경동·본리동               |
| 대구부 법화면 신당동·교항동/본리동·강림동/시저동                        | 달성군 옥포면 신당동·교항동·강림동        |
| 대구부 성평곡면 송촌동·김흥동/만수동/능전동/원전동·반송동/기산동·기세동 | 달성군 옥포면 송촌동·김흥동·반송동·기세동 |
- 1995년 3월 1일 대구광역시 달성군 옥포면[5]
- 2018년 11월 1일 대구광역시 달성군 옥포읍

## 행정 구역
- 본리리(本里)(1∼3)
- 신당리(新塘)
- 교항리(橋項)(1∼3)
- 강림리(江林)(1∼2)
- 송촌리(松村)
- 간경리(干京)
- 기세리(奇世)
- 반송리(盤松)(1∼2)
- 김흥리(金興)(1∼3)

## 교육
- 대구강림초등학교 (강림리)
- 대구금계초등학교 (교항리)
- 대구반송초등학교 (반송리)
- 대구옥포초등학교 (본리리)
- 경서중학교 (교항리)
- 대구광역시달성교육지원청

## 주거
| 단지명                   | 건설사   | 시행사 | 주소               | 입주       | 비고 |
| ------------------------ | -------- | ------ | ------------------ | ---------- | ---- |
| 달성 삼환나우빌          | 삼환기업 |        |                    |            |      |
| 명곡 이진미지비아 와이드 |          |        |                    |            |      |
| 제림뉴타운               |          |        |                    |            |      |
| 세광무지개마을           |          |        |                    |            |      |
| 옥포 서한이다음          | 서한     | 서한   | 옥포읍 돌미로6길 5 | 2020년 3월 |      |
| 옥포1차 대성베르힐       |          |        |                    |            |      |
| 옥포2차 대성베르힐       |          |        |                    |            |      |
| 옥포 이진캐스빌          |          |        |                    |            |      |